# バーグハウス
バーグハウス（Berghaus ）とは、イギリスのタイン・アンド・ウィア州シティ・オブ・サンダーランドに拠点を置くペントランドグループによって所有されている、登山用品、アウトドア用品、衣料品のブランド名である。
1966年にニューカッスル・アポン・タインにて、Peter LockeyとGordon Davisonによって、"LD Mountain Centre"の名でアウトドア製品の輸入代理店として設立され、1972年から自社製品の取り扱いを行うようになった。
バーグハウスの名前の由来は、 "mountain house"のドイツ語訳である。
日本には2009年より進出。ペントランドジャパン株式会社がデリバリー。なお、株式は公開していない。